# Daanchhi
Daanchhi (nep. डाँछी) – gaun wikas samiti w środkowej części Nepalu w strefie Bagmati w dystrykcie Katmandu. Według nepalskiego spisu powszechnego z 2001 roku liczył on 1527 gospodarstw domowych i 7676 mieszkańców (3571 kobiet i 4105 mężczyzn).